# André Guy
Pour les articles homonymes, voir André Guy (homonymie) et Guy.
André Guy est un footballeur professionnel français, né le 3 mars 1941 à Bourg-en-Bresse. Il évoluait au poste d'attaquant. Il a été sélectionné à huit reprises en équipe de France.

## Biographie

### Carrière en club

#### Débuts lyonnais puis formation à Sochaux (jusqu'en 1962)
André Guy débute le football dans les catégories de jeunes de la région lyonnaise. Durant ses jeunes années ils côtoie des joueurs tels que Jean Djorkaeff ou Lucien Degeorges.
Il s'engage ensuite en faveur du FC Sochaux, club formateur réputé à cette période. André indique qu'en cas d'échec à Sochaux, la proximité du club avec le constructeur automobile Peugeot lui aurait permis de trouver un travail.
Il joue très peu avec les Lionceaux, se contentant de quelques rencontres par saison.

#### Période stéphanoise (1962-1965)
Comme il le raconte lui-même, Angré Guy arrive à l'AS Saint-Étienne « par la petite porte ». En effet, alors que Sochaux souhaite acheter Ginès Liron à l'ASSE, les négociations tournent en rond et les dirigeants sochaliens décident d'inclure André dans la transaction pour équilibrer le transfert.
Malgré cette arrivée particulière, Guy devient rapidement titulaire à la pointe de l'attaque des Verts. L'équipe est sacrée championne de France de deuxième division en 1963 et enchaine avec un titre de champion de France en 1964, avec André Guy qui inscrit 28 buts pour sa toute première saison à ce niveau,.
La saison 1964-1965 d'André est perturbée par des blessures au genou, mais il parvient à inscrire 17 buts.

#### Passage à Lille (1965-1967)
Malgré trois bonnes saisons et un titre de champion à Saint-Étienne, André Guy est désireux de quitter le club. À la fin de la saison 1964-1965 il est en contact avec Monaco et Lyon. Ces deux clubs étant des concurrents directs de l'ASSE, son président Roger Rocher préfère transférer Guy au Lille OSC, un club de deuxième partie de tableau à cette époque.
Le transfert s'élève à 40 millions de francs, André Guy déclare à propos de cet importante somme : « Saint-Étienne, je ne leur ai pas coûté un centime quand ils m’ont pris. Et ils m’ont revendu pour 40 millions d’anciens francs ! À l’époque, c’était le transfert de l’année. Avec moi, ils ont fait une affaire en or. »
Le joueur n'est cependant pas déçu de sa destination et réalise des performances satisfaisantes, puisqu'il inscrit 42 buts en deux saisons de championnat sous les couleurs des Dogues,.

#### Fin de carrière (1971-1974)
André Guy est le buteur du penalty qui donne la victoire au Stade rennais contre l'Olympique lyonnais (1-0), lors de la finale de la Coupe de France 1971 à Colombes.
En 2022, le magazine So Foot le classe dans le top 1000 des meilleurs joueurs du championnat de France, à la 78e place.

### Parcours en sélection
André Guy reçoit huit capes et inscrit deux buts avec l'équipe de France. Sa première sélection a lieu le 4 octobre 1964, et la dernière le 6 novembre 1968.

## Palmarès

### Collectif
AS Saint-Étienne :
- Champion de France de deuxième division en 1963
- Champion de France en 1964

 Stade rennais :
- Vainqueur de la Coupe de France en 1971

### Individuel
Olympique lyonnais :
- Meilleur buteur du Championnat de France en 1969 avec 25 buts (Il s'agit alors du record de buts sur une saison pour un joueur de l'OL. Le record n'est battu que 46 ans plus tard lorsqu'Alexandre Lacazette inscrit 27 buts en 2014-2015, avant d'amener le record à 28 buts en 2016-2017[1])